# Heinrich Brüggemann
Heinrich Brüggemann (* 10. Juli 1924; † 23. Juli 1996) war ein deutscher Politiker der CDU.

## Ausbildung und Beruf
Heinrich Brüggemann besuchte die Volksschule und das  Gymnasium. Er absolvierte eine Orthopädie-Schuhmacherlehre und war ab Juni 1949 Orthopädie-Schuhmachermeister.

## Politik
Heinrich Brüggemann war ab 1946 Mitglied der CDU. Ab Februar 1963 fungierte er als Kreisvorsitzender der CDU. Mitglied des Rates der Stadt Castrop-Rauxel wurde er ab 1954, ab 1969 war er Fraktionsvorsitzender der CDU-Fraktion im Rat. 1979 wurde Brüggemann zum ersten stellvertretenden Landrat im Kreis Recklinghausen ernannt. Mitglied der Landschaftsversammlung Westfalen-Lippe war er von 1975 bis 1994.
Heinrich Brüggemann war vom 13. Juni 1973 bis zum 27. Mai 1975 Mitglied des 7. Landtages von Nordrhein-Westfalen, in den er nachrückte.